# Thomas Erskine of Linlathen
Thomas Erskine of Linlathen (Edinburgh, 13 oktober 1788 - Linlathen Estate, Dundee, 20 maart 1870) was een Schots advocaat en theoloog.

## Biografie
Hij was de zoon van David en Ann Erskine en de kleinzoon van kolonel John Erskine of Carnock, hoogleraar rechtswetenschappen aan de Universiteit van Edinburgh. Vader David verwierf aan het einde van de achttiende eeuw het landgoed Linlathen bij Dundee, dat na de dood van David (1791) aan zijn zoon James toekwam. Na de dood van zijn vader werd Thomas opgevoed door zijn grootmoeder van moederskant, Mrs. Graham of Airth Castle. Hij volgde middelbaar onderwijs in Edinburgh en Durham om vervolgens rechten te gaan studeren aan de Universiteit van Edinburgh. Vanaf 1810 was hij werkzaam als advocaat. Hij begaf zich binnen literaire kringen. Na het overlijden van zijn broer James in 1816 erfde hij Linlathen en ging daar wonen met zijn zuster en zwager. Hij stopte met zijn werkzaamheden als advocaat en legde zich volledig toe op het bestuderen van de Bijbel en theologische onderwerpen. Hij ging iedere morgen voor tijdens gebedsbijeenkomsten in zijn landhuis en op zondagen bezocht hij kerken die behoorden tot verschillende denominaties. Hij was zelfs geen lid van enig kerkgenootschap. In de periode 1820-1837 publiceerde hij zijn bekendste werken; terwijl er in de jaren na 1837 tot aan zijn dood in 1870 nauwelijks iets van zijn hand verscheen. De reden daartoe is niet geheel duidelijk.
Thomas Erskine onderhield vriendschappen met theologen en schrijvers van verschillende gezindten. Onder hen bevonden zich de Schotse schrijver Thomas Carlyle, de anglicaanse priester Dean Stanley, de Franse schrijver Lucien-Anatole Prévost-Paradol, de Zwitserse (gereformeerde) theoloog Alexandre Vinet, de Franse gereformeerde theoloog Adolphe Monod en de liberale Franse schrijfster en salondame Madame de Broglie. Zijn vriendschap met de Engelse theoloog Frederick Denison Maurice was zeer hecht. Hij steunde zijn vriend John McLeod Campbell, de Schotse predikant die in 1831 uit zijn ambt was gezet vanwege ketterij.
De theologische opvattingen van Thomas Erskine waren controversieel. Hij leerde dat de liefde van God zo groot was dat alle mensen uiteindelijk zalig zouden worden. Omdat hij niet behoorde tot enig kerkgenootschap, kon hij voor geen enkele kerkelijke rechtbank worden gedaagd; een lot dat zijn vrienden Maurice en McLeod Campbell wel moesten ondergaan. Ondanks zijn universalisme onderschatte hij de aard van de zonde niet en zag de zonde als de oorzaak van alle ellende in deze wereld. God moet de zonde radicaal wegdoen en kan haar in een hiernamaals niet laten voortbestaan. Hij verwierp de vrije wil en achtte de calvinistische predestinatietheorie meer in overeenstemming met de bijbelse boodschap ("we choose that which God has already chosen for us"); hij bezag haar echter universalistisch. Erskine zag zichzelf als staande in de calvinistische religieuze traditie. Hij beschikte over een uitstekende kennis van de Griekse taal.
Thomas Erskine overleed op 20 maart 1870 op in zijn landhuis. Hij heeft invloed uitgeoefend op verschillende theologen. Te noemen zijn de Engelse theoloog F.D. Maurice, de dissidente Schotse theoloog Alexander John Scott en de Schotse predikant en schrijver George MacDonald.
De Schotse predikant William Hanna (1808-1882), een vriend van Erskine, gaf na zijn dood diens correspondentie uit onder de titel Letters of Thomas Erskine of Linlathen (1877).

## Werken
- Remarks on the Internal Evidence for the Truth of Revealed Religion (1820)
- An Essay on Faith (1822)
- Unconditional Freeness of the Gospel (1828)
- The Brazen Serpent (1831)
- The Doctrine of Election (1837)
- The Spiritual Order and Other Papers (postuum, 1871)